# Saint-Célerin
Saint-Célerin is een gemeente in het Franse departement Sarthe (regio Pays de la Loire) en telt 415 inwoners (1999). De plaats maakt deel uit van het arrondissement Mamers.

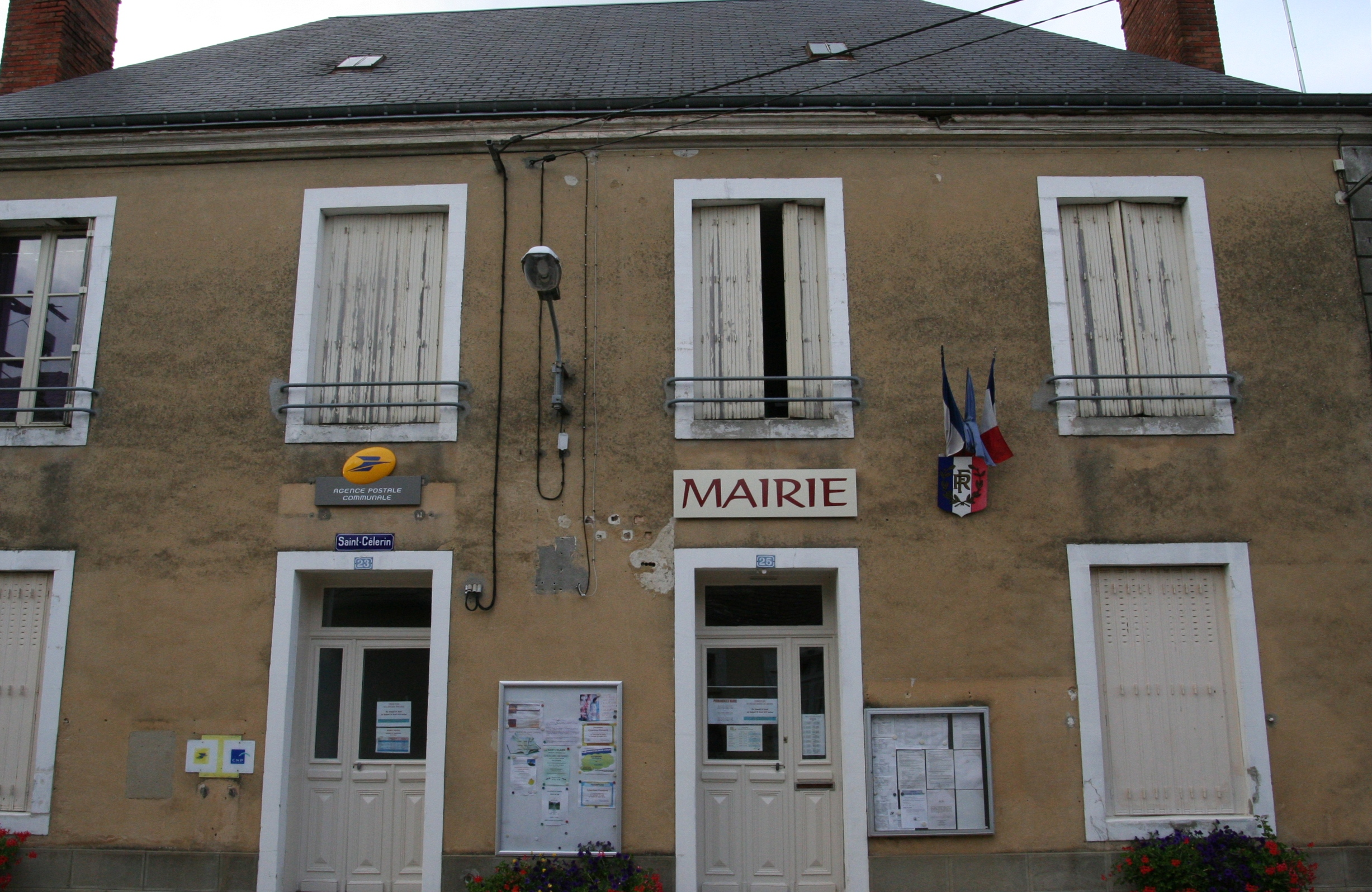
Gemeentehuis en postkantoor

## Geografie
De oppervlakte van Saint-Célerin bedraagt 13,4 km², de bevolkingsdichtheid is 31,0 inwoners per km².
De onderstaande kaart toont de ligging van Saint-Célerin met de belangrijkste infrastructuur en aangrenzende gemeenten.

## Demografie
Onderstaande figuur toont het verloop van het inwonertal (bron: INSEE-tellingen).